# Nicolaas Marten Fierlants
Nicolaas Marten Fierlants est un peintre néerlandais, né à Bois-le-Duc en 1621 ou 1622, et mort à Anvers le 12 mai 1694.

## Biographie
Nicolaas Marten Fierlants est le fils de Marten Fierlants, conseiller et receveur-général des domaines au quartier Bois-le-Duc depuis 1596, mort le 15 février 1622, et de Catherine van Eyck, décédée en 1635. Il est venu s'établir a Anvers à un jeune âge. Il est mentionné comme peintre dans le livre de sodalité du collège des jésuites d'Anvers depuis 1651, jusqu'à sa démission, en 1654.
Il a été l'élève de Pauwel van Overbeeck. Il a essentiellement travaillé à Anvers à partir de 1640 jusqu'à sa mort. Il était peintre d'histoire spécialisé dans des peintures avec des vues en perspective.
Il était membre de la Guilde de Saint-Luc d'Anvers.
Il a eu pour élèves Abraham Genoels, Hendrick Munniks, Hussens Hendrick (1661-1662), Gaspar Pyns, Antonius de Nies, Anthonie van der Maenen (1684-1685), Josephus Spadeyne, Theodoor Steens (1685-1686), Peter-Guellimus Verwildt (1687-1688), Jan-Jeronimus Vermeulen (1691-1692), Jan-Carel van Scharenborgh (1692-1693)